# أندريه رودي
أندريه رودي (بالبولندية: Andrzej Rudy)‏ (15 أكتوبر 1965 في بولندا - ) هو مدرب كرة قدم ولاعب كرة قدم بولندي في مركز الوسط. شارك مع منتخب بولندا لكرة القدم. أما مع النوادي، فقد لعب مع أياكس أمستردام وشلوسك فروتسلاو وليرس ونادي بروندبي ونادي بوخوم ونادي بونر ونادي فيسترلو ونادي كولن وSCB Viktoria Köln ‏ وTSC Euskirchen ‏ وبروسيا فلدا ‏ ونادي فيكتوريا كولن وGKS Katowice ‏.

## وصلات خارجية
- أندريه رودي على موقع قاعدة بيانات كرة القدم.إي يو (الإنجليزية)
- أندريه رودي على موقع بيانات كرة القدم. دي إي (الألمانية)
- أندريه رودي على موقع ناشيونال فوتبول تيمز (الإنجليزية)
- أندريه رودي على موقع عالم كرة القدم.نت (الإنجليزية)